# Taverzo
Taverzo is een tafeltennisvereniging uit de Zuid-Hollandse gemeente Zoetermeer. De club werd opgericht op 2 november 1962 en is ontstaan uit een gezelligheidsvereniging die ongeveer twee jaar eerder was begonnen door enkele liefhebbers. Op 15 december 2022 organiseerde de club voor het eerst pickleball-clinics en met ingang van 2023 kan men dit wekelijks spelen.

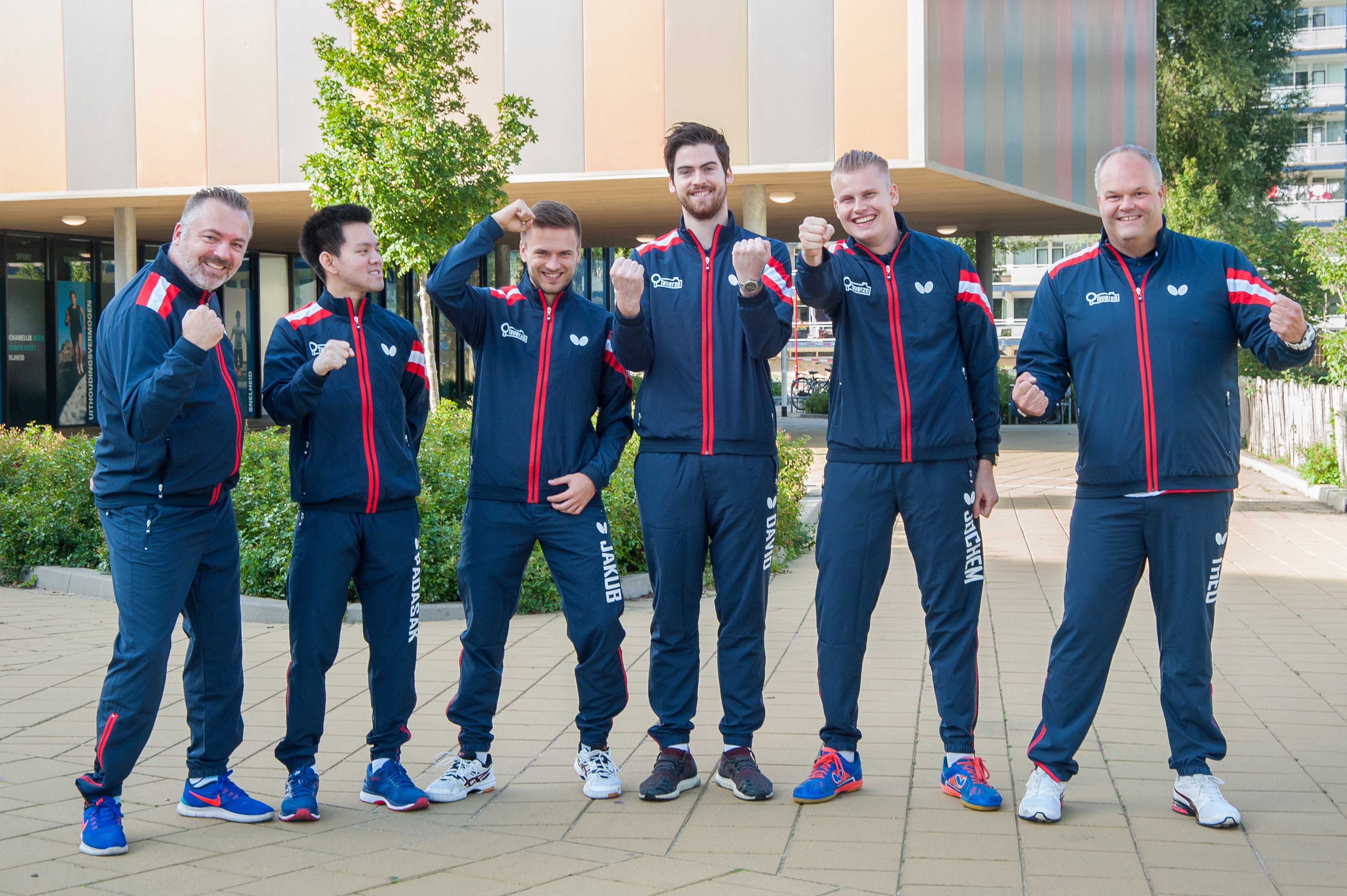
Spelers, coach en manager van Taverzo heren 1 in het seizoen 2018-2019. Op de achtergrond de speellocatie.

## Eredivisie

### Heren
In 2009 startte een samenwerking tussen tafeltennisclub Heksenberg Heerlen en Taverzo, die toen dezelfde hoofdsponsor hadden. Het eredivisieteam van de Heerlense vereniging speelde onder de naam Enjoy & Deploy Heerlen in het najaar van 2009 zijn drie thuiswedstrijden tegen de tegenstanders uit de Randstad in Zoetermeer in de zaal van Taverzo. In 2010 werden wederom de Heerlense thuiswedstrijden in Zoetermeer gespeeld. Enjoy & Deploy Heerlen werd dat seizoen landskampioen met in het team Merijn de Bruin, Julien Indeherberg, Li Jiao, Ronald Redjep en coach Rob Smeets. In het seizoen 2010-2011 was Enjoy & Deploy Heerlen de verliezend finalist in de finale om het landskampioenschap tegen Westa. In de finale speelden voor Enjoy & Deploy Heerlen: Li Jiao, Gudmundur Stephensen en Emilien Vanrossome. Frank Rengenhart en de Belg Julien Indeherberg waren de andere selectiespelers en coach was ook dit seizoen Rob Smeets.
In het najaar van 2011 speelde Taverzo voor het eerst in haar geschiedenis zelf met een herenteam in de eredivisie van de Nederlandse Tafeltennisbond onder de naam 'Enjoy & Deploy Zoetermeer'. 
In het najaar van 2014 kwam de toen 13-jarige Roel Bogie uit voor het eerste team van Taverzo, als jongste speler ooit in de Nederlandse eredivisie. Op 11 maart 2018 debuteerde Gabrielius Camara als 12-jarige in het eredivisieteam van Taverzo. Niet veel ouder was Tom Closset die in september 2020 als 14-jarige debuteerde bij De Boer Taverzo in de eredivisie heren.
De eredivisiecompetitie 2019-2020 werd op 3 april 2020 geannuleerd vanwege de Coronapandemie. Alle gespeelde wedstrijden werden vervallen verklaard. Bij de heren stond BeneluxGroup Taverzo op dat moment bovenaan, maar ook ProActief Hilversum, Scylla en van Wijnen/Smash '70 hadden nog kansen op de titel. In het najaar 2020 startte met negen teams een nieuwe afgeslankte competitie om de landstitel 2020 waarbij ieder team slechts één keer ieder ander team zou treffen. Bijna halverwege, in oktober, werd de competitie vanwege de 'tweede golf' in de coronacrisis uitgesteld, maar nog niet geannuleerd. Ook nu stond Taverzo, als De Boer Taverzo, bovenaan. De annulering kwam alsnog op 30 maart 2021 toen wederom alle wedstrijden vanaf augustus 2020 vervallen werden verklaard. Uiteindelijk werd alsnog op 14 en 15 mei in een tweedaags evenement gestreden om het landskampioenschap waarbij ProActief Hilversum de titel pakte.
In het seizoen 2021/2022 kende Taverzo de unieke situatie van drie teams in de eredivisie omdat in het seizoen ervoor het tweede herenteam en de dames allebei in de eerste divisie kampioen waren geworden en promoveerden. Heren 1 werd landskampioen en heren 2 kon zich knap handhaven.

### Dames
De dames debuteerden in de eredivisie in het voorjaar van 2015 maar konden zich niet handhaven.. Zij promoveerden opnieuw naar de eredivisie in het najaar van 2017 onder de teamnaam HSC/HET-IT Taverzo en ook nu slechts voor één seizoen. Als De Boer Taverzo werden de dames kampioen in 2021 in de eerste divisie met wederom promotie naar de eredivisie tot gevolg. Dit keer een 7e plaats (van 8), maar door inkrimping van de dames-eredivisie naar zes teams ook nu gedegradeerd. 

## Europese wedstrijden

### ETTU/Europe cup
De Taverzo-heren kwamen in het seizoen 2011-2012 voor het eerst uit in de ETTU-cup en bereikten de tweede ronde.
In 2012-2013 werd de derde ronde van de ETTU-cup behaald. Taverzo verloor in deze ronde in Frankrijk met 3-2 van Vaillante Sport-Angers
In seizoen 2013-2014 werden de Taverzo heren in de tweede (groeps-)ronde van de ETTU-cup uitgeschakeld.
ETTU-cup seizoen 2014-2015 (heren): winst (3-2) in de derde ronde tegen Logis Auderghem (België), winst (3-2) in de vierde ronde tegen SF SKK El Nino Praag. Als tweede Nederlands herenteam ooit bereikte Taverzo daarmee de kwartfinale in een Europees bekertoernooi. Eerder bereikte alleen L&T uit Eindhoven, met Paul Haldan en Henk en Ron van Spanje, in 1988 de halve finale. In deze kwartfinale verloor Taverzo van de uiteindelijke finalist Olimpia Grudziadz uit Polen.
In 2015-2016 en 2016-2017 werd Taverzo uitgeschakeld in de tweede (groeps-)ronde van de ETTU-cup.
ETTU-cup 2017-2018: winst in de derde ronde op Drumchapel Glasgow. Vierde ronde uit tegen Istres uit Frankrijk met 3-0 gewonnen en thuis met 3-0 verloren. Istres gaat door vanwege een beter game-gemiddelde.
ETTU-cup 2018-2019 onder de naam DeBoer Taverzo: winst in de derde ronde op SF SKK El Nino Praag. In de vierde ronde uitgeschakeld door Fortune Kiev.
In het seizoen 2019-2020 speelden de heren, met in het team Yannick Vostes, Laurens Tromer, Zhou Xijun, Dorian Nicolle en Gabrielius Camara, onder de naam BeneluxGroup Taverzo mee in de Europe Cup (voorheen ETTU-cup) en startten, op basis van de ranking van de spelers, in de derde ronde tegen TTC Neuhausen uit Zwitserland. Thuis werd gewonnen met 3-1, uit met 3-0. In de 4e ronde werd zowel uit als thuis met 3-1 gewonnen van het Spaanse Borges Grup Vall en hiermee bereikte Taverzo voor de tweede keer in haar historie de kwartfinale van de Europe Cup.  Tegenstander in de kwartfinale was het Franse PPC Villeneuve dat uit de European Champions League instroomde in de Europe Cup. In Zoetermeer verloor Taverzo met in de opstelling Yannick Vostes, Dorian Nicolle en Laurens Tromer met 3-0. Uit was de uitslag 3-1 voor PPC Villeneuve waardoor Taverzo uitgeschakeld werd.

### Champions League
In het najaar van 2020 is Taverzo, onder de naam De Boer Taverzo, voor het eerst in de clubgeschiedenis geplaatst voor de Champions League op grond van haar 12e positie op de Europese ranglijst voor teams. Trinko Keen die eerder in 2014 al voor Taverzo in de ETTU-cup uitkwam besloot hierdoor om nogmaals in het team van Taverzo zijn rentree op het hoogste niveau te maken. Vanwege de Coronapandemie werd het hele toernooi gedurende een week in december 2020 in een 'bubbel' gespeeld. De tegenstanders waren voor Taverzo echter een paar maten te groot en de drie wedstrijden in de poulefase, tegen de latere winnaar Borussia Düsseldorf, het Poolse Dzialdowo en Hennebont uit Frankrijk werden allemaal met 3-0 verloren.

### Europe Trophy
De Europe Trophy is het derde niveau, na de Champions League en Europe Cup en is voor het eerst georganiseerd in het seizoen 2021-2022. De heren van De Boer Taverzo namen voor het eerst deel in het seizoen 2023-2024 en plaatsten zich voor de Grand Finale (Novi Sad) in mei/juni 2024 waar ze verrassend de kwartfinale bereikten maar uitgeschakeld werden door het thuisteam Beoçin.

## Erelijst
| Categorie       | Teamnaam                  | Jaar                         | Resultaat                                                                  |
| --------------- | ------------------------- | ---------------------------- | -------------------------------------------------------------------------- |
| Jongens         | Taverzo                   | 2008                         | 3e van Nederland                                                           |
| Heren           | Enjoy & Deploy Taverzo    | 2013, 2014, 2015, 2016, 2017 | Landskampioen                                                              |
| Heren           | Enjoy & Deploy Taverzo    | 2013                         | Winnaar Beker van Nederland                                                |
| Dames           | Enjoy & Deploy Taverzo    | 2014                         | Winnaar NTTB-beker                                                         |
| Heren           | Enjoy & Deploy Taverzo    | 2015, 2016                   | Winnaar Eredivisiecup                                                      |
| Heren           | De Boer Taverzo           | 2018                         | Winnaar NTTB-beker                                                         |
| Heren           | De Boer Taverzo           | 2022, 2023, 2024             | Landskampioen                                                              |
| Dames           | De Boer Taverzo           | 2018                         | Winnaar NTTB-beker                                                         |
| Heren           | Enjoy & Deploy Taverzo    | 2018                         | Verliezend finalist landskampioenschap (van De Treffers '70, Klazienaveen) |
| Heren           | De Boer Taverzo           | 2019                         | Verliezend finalist landskampioenschap (van Smash '70, Hattem)             |
| Heren           | Enjoy & Deploy Zoetermeer | 2011                         | Sportploeg van het jaar gemeente Zoetermeer                                |
| Heren           | Enjoy & Deploy Taverzo    | 2012, 2014, 2015, 2019       | Sportploeg van het jaar gemeente Zoetermeer                                |
| Heren           | De Boer Taverzo           | 2023                         | Sportploeg van het jaar gemeente Zoetermeer                                |
| Hele vereniging | Taverzo                   | 2013                         | Sportwaarderingsprijs van de gemeente Zoetermeer                           |

## Selectiespelers
De volgende spelers speelden minimaal één wedstrijd voor Taverzo in de eredivisie, Europe Trophy de ETTU-cup en/of de Champions League en betreft selectiespelers vanaf het seizoen 2011-2012, het jaar dat Taverzo debuteerde in de eredivisie.
Mannen:
| - Konstantinos Angelakis - Djen Bakx - David McBeath - Milo de Boer(1x NK) - Martin Brinkhoff - Patrick Bruijne - Gabrielius Camara - Tom Closset - Toby Ellis - Jakub (Kuba) Folwarski - Rajko Gommers (2x NK) - Arjan Huiden - Jochem de Hoop - Julien Indeherberg - Ivan Kahn | - Jonah Kahn - Kang Dongsoo - Kang Donghoon - Trinko Keen (7x NK) - Martin Khatchanov - Borna Kovac - Kalinikos Kreanga - Nathan van der Lee - Li Jiao (10x NK) - Lv Leyi - Marco van der Meijden - Michal Murawski - Alex Naumi - Dorian Nicolle - Benedek Oláh | - Ievgen Pryshchepa - Park Jeongwoo - Sun Qian - Peter Sebestyén - Yang Sen - Gudmundur (Gummi) Stephensen - Padasak Tanviriyavechakul - Laurens Tromer(2x NK) - Stephan Tromer - Yannick Vostes(1x BK) - Boris de Vries - Yang Ming - Zheng Zeng - Zhou Xijun - Jan Zibrat |

Vrouwen:
| - Irene Aangeenbrug - Renske van Bruchem - Francisca Davits | - Inge van der Gaag - Nadia Huizer - Priscilla Loesberg | - Nynke Stam - Sheila Tol - Romy Vastenburg - Wianka Overbeeke |

- NK = Nederlands Kampioen enkelspel[58]
- BK = Belgisch Kampioen enkelspel